# Vertigo 2005: Live from Chicago
Vertigo 2005: Live from Chicago (por vezes intitulado Vertigo 05': Live from Chicago) é um álbum de vídeo lançado pela banda de rock irlandesa U2, nos Estados Unidos. Gravado entre 9 a 10 de maio de 2005 no United Center, durante a turnê Vertigo Tour em Chicago, foi lançado como DVD em 14 de novembro de 2005 pela Island Records e, no dia seguinte, pela Interscope Records. Foi lançado como edição padrão e uma edição deluxe, com um disco bônus e um documentário. Foi o primeiro de três filmes-concertos da turnê.
O filme-concerto foi um sucesso mundial, estando no topo das paradas musicais de DVD em 11 países, recebendo várias certificações. A partir de janeiro de 2007, foi o DVD mais vendido pela banda, segundo a Nielsen SoundScan, vendendo mais de um quarto de 1 milhão de cópias, somente nos Estados Unidos.

## Antecedentes e gravação
A Vertigo Tour iniciou-se em março de 2005, em apoio ao álbum lançado até aquele momento, How to Dismantle an Atomic Bomb (2004), cujo primeiro single, "Vertigo" — sendo o próprio título da turnê. A turnê passou por 5 etapas diferentes, terminando em Honolulu, em 9 de dezembro de 2006.
Os dois concertos apresentados no Vertigo 2005: Live from Chicago, foram gravados e executados no United Center, em Chicago, em 9-10 de maio de 2005. O áudio dos concertos foi gravado por Robbie Adams, produzido e mixado por Carl Glanville, que tinha gravado a maioria das canções em How to Dismantle an Atomic Bomb, como masterização por Arnie Acosta. O vídeo para o DVD foi dirigido por Hamish Hamilton, que já havia dirigido o filme-concerto Elevation 2001: Live from Boston (2001), com Ned O'Hanlon, que também trabalhou na Elevation 2001 como produtor.

### Filmagem
As imagens usadas do DVD foi filmado ao vivo, de duas noites de quatro intervalos do show em Chicago. O concerto em 10 de maio, foi comemorando o aniversário de Bono, proporcionando um cenário cerimonioso ao concerto. A equipe de filmagem pode ser visto comemorando seu aniversário no palco no disco bônus.
Embora a gravação fosse editada e cortada entre as músicas, as canções em si raramente são editados; erros cometidos pelos membros da banda são deixados no filme. Em um ponto durante a execução da canção "Elevation", Bono acidentalmente pula algumas palavras e é forçado a limpar a garganta.
Junto com as luzes extras usados para facilitar as filmagens, Willie Williams e sua equipe usaram anéis de LCD no United Center, circundando a área dos espectadores (que geralmente apresentam pontuações ou anúncios durante eventos esportivos) para exibir padrões adicionais que correlacionaram com a iluminação de palco, bem como a estática durante a canção "Zoo Station". Williams fala sobre isso em seu diário online no site oficial da banda.
Um clipe da canção "Original of the Species", foi mostrado em um comercial de iPod. O ícone no aplicativo de música para artistas no iPhone da Apple e iPod Touch, mostra Bono cantando "Original of the Species" durante este concerto.
"Party Girl" foi realizada em ambas as noites, no dia 9, com Bono e um fã; e na segunda noite com a banda completa e os mesmos fãs. No entanto, não foi incluído no DVD. Um breve clipe da banda ensaiando a música em 10 de maio na passagem de som, pode ser visto no documentário encontrado no disco bônus. Todas as outras músicas executadas entre as duas noites foram incluídas no DVD, na ordem correta. Os formatos de áudio foi gravado no Dolby Digital 5.1, DTS 5.1 e PCM Stereo.
Antes da banda começar o show, um trecho da canção da banda Arcade Fire, "Wake Up" é tocado.

## Recepção
| Críticas profissionais | Críticas profissionais |
| Avaliações da crítica  | Avaliações da crítica  |
| Fonte                  | Avaliação              |
| ---------------------- | ---------------------- |
| Allmusic               | [ 3 ]                  |
| musicOMH               | (favorável)            |
| PopMatters             | (7/10)                 |
| Sputnikmusic           | (3.5/5)                |

Vertigo 2005 recebeu geralmente, críticas favoráveis. Cammila Albertson, da Allmusic, sentiu que o filme-concerto realiza seu propósito, mas que os movimentos de iluminação ou câmera em algumas cenas, não capturar certos momentos, assim como eles deveriam ter. Apesar de uma revisão global positiva, John Murphy, da musicOMH, observou que a maioria dos fãs não precisavam comprar o DVD, se eles tinham  Elevation 2001: Live from Boston (2001) ou U2 Go Home: Live from Slane Castle. Mike Shiller, da PopMatters, notou que os shows foram bem filmados, mas que o DVD foi típico, característico. John Cruz, da Sputnikmusic, viu que o U2 é uma das melhores bandas de rock ao vivo, mas que muitas canções de Achtung Baby (1991), foram tocadas e que não era uma canção de sucesso.

## Lista de faixas
1. "City of Blinding Lights" (do álbum How to Dismantle an Atomic Bomb)
2. "Vertigo" (do álbum How to Dismantle an Atomic Bomb)
3. "Elevation" (do álbum All That You Can't Leave Behind)
4. "Cry/The Electric Co." (do álbum Boy)
5. "An Cat Dubh/Into the Heart" (do álbum Boy)
6. "Beautiful Day" (do álbum All That You Can't Leave Behind)
7. "New Year's Day" (do álbum War)
8. "Miracle Drug" (do álbum How to Dismantle an Atomic Bomb)
9. "Sometimes You Can't Make It on Your Own" (do álbum How to Dismantle an Atomic Bomb)
10. "Love and Peace or Else" (do álbum How to Dismantle an Atomic Bomb)
11. "Sunday Bloody Sunday" (do álbum War)
12. "Bullet the Blue Sky" (do álbum The Joshua Tree)
13. "Running to Stand Still" (do álbum The Joshua Tree)
14. "Pride (In the Name of Love)" (do álbum The Unforgettable Fire)
15. "Where the Streets Have No Name" (do álbum The Joshua Tree)
16. "One" (do álbum Achtung Baby)
17. "Zoo Station" (do álbum Achtung Baby)
18. "The Fly" (do álbum Achtung Baby)
19. "Mysterious Ways" (do álbum Achtung Baby)
20. "All Because of You" (do álbum How to Dismantle an Atomic Bomb)
21. "Original of the Species" (do álbum How to Dismantle an Atomic Bomb)
22. "Yahweh" (do álbum How to Dismantle an Atomic Bomb)
23. "40" (do álbum War)

### Disco bônus
Um segundo disco foi lançado na edição deluxe no encarte do DVD. Ela inclui os seguintes bônus:
- Beyond the Tour – Documentário
- Surveillance Cuts: Filmado durante a turnê controlados com câmeras infravermelho.

1. "Love and Peace or Else"
2. "An Cat Dubh/Into the Heart"
3. "Cry/The Electric Co."
4. "Running to Stand Still"

- "Sometimes You Can't Make It on Your Own" – Vídeo alternativo

## Gráficos e certificações
| País/Parada (2005–2006)                     | Melhor posição |
| ------------------------------------------- | -------------- |
| Alemanha (Media Control Charts)             | 20             |
| Austrália (ARIA Charts)                     | 1              |
| Áustria (Ö3 Austria Top 40)                 | 1              |
| Bélgica (Ultratop 50 Flanders)              | 1              |
| Bélgica (Ultratop 40 Valônia)               | 2              |
| Dinamarca (Hitlisten)                       | 1              |
| Espanha (PROMUSICAE)                        | 1              |
| Estados Unidos (Billboard Top Music Videos) | 2              |
| Finlândia (Suomen virallinen lista)         | 2              |
| Grécia (IFPI)                               | 3              |
| Holanda (Dutch Top 40)                      | 1              |
| Hungria (DVD Top 20 Lista)                  | 3              |
| Irlanda (IRMA)                              | 6              |
| Itália (FIMI)                               | 1              |
| Japão (Oricon)                              | 81             |
| Noruega (VG-lista)                          | 1              |
| Nova Zelândia (RMNZ)                        | 1              |
| Portugal (AFP)                              | 1              |
| Reino Unido (OCC)                           | 2              |
| Suécia (Sverigetopplistan)                  | 1              |
| Suíça (Schweizer Hitparade)                 | 24             |

| Alemanha (BVMI) | Platina    | 50.000^  |
| Argentina (CAPIF) | Ouro       | 20.000x  |
| Austrália (ARIA) | 6× Platina | 90.000^  |
| Brasil (Pro-Música Brasil) | Diamante   | 100.000* |
| Dinamarca (IFPI) | Platina    | 40.000^  |
| Espanha (PROMUSICAE) | 2× Platina | 50.000^  |
| França (SNEP) | Diamante   | 100.000* |
| Irlanda (IRMA) | Platina    | 4.000x   |
| México (AMPROFON) | 2× Platina | 20.000^  |
| Nova Zelândia (RIANZ) | 3× Platina | 15.000x  |
| Polônia (ZPAV) | 3× Ouro    | 5.000*   |
| Portugal (AFP) | 3× Platina | 24.000x  |
| Reino Unido (BPI) | 2× Platina | 100.000^ |
| Suíça (IFPI) | Ouro       | 3.000x   |
| * Números de vendas com base em certificação individual ^ Valores enviados com base em certificação individual x Números não especificados com base em certificação individual |            |          |

## Equipamento
- The Edge – Gretsch Country Classic, Fender Telecaster, Gibson SG, Gibson Les Paul Custom, Fender Stratocaster, Gibson Explorer, Yamaha CP70, Rickenbacker 330-12, Line 6 700 Variax acoustic, Epiphone Casino, Gibson J-200
- Adam Clayton – Fender Jazz Bass, Lakland Joe Osborn Signature Series Bass.
- Bono – Gretsch Irish Falcon, gaita em "Running to Stand Still"